# 문충초등학교
문충초등학교는 대한민국 경상북도 포항시 남구에 있는 초등학교다.

## 학교 연혁
- 1942.05.08 오천국민학교 부설 간이학교 인가
- 1942.06.05 오천국민학교 부설 간이학교 개교
- 1944.03.01 문충초등학교 인가
- 1981.03.01 문충초등학교 병설 유치원 인가
- 2007.10.26 교실수업개선 도 지정 시범학교 공개
- 2010.03.01 경상북도지정 사교육 없는 학교(2010.3.1~2011.2.28)
- 2014.02.17 제33회 병설유치원 졸업식
- 2014.02.21 제66회 졸업식(졸업생 누계 2,576명)
- 2014.03.01 제28대 강광도 교장 부임
- 2014.03.03 2014학년도 시업식, 7학급(특수학급 포함), 병설유치원 1학급 편성